# Пйотркувський сейм (1493)
Пйотркувський сейм 1493 р. — вальний (загальний) сейм Корони Королівства Польського, скликаний у жовтні або листопаді 1492 р. у Пйотркуві.
У грудні 1492 р. та січні 1493 р. у воєводствах відбувалися передсеймові сеймики.
Засідання сейму тривали з 18 січня до лютого 1493 року. 14 лютого були затверджені пільги, 27 лютого — конституції, 2 березня — закон про загальну військову повинність.
Загальний з'їзд 1493 року вважається першим справжнім двопалатним сеймом в історії Польщі, оскільки тоді до Пйотркува з'їхалася низка церковних ієрархів і магнатів, які створили окрему парламентську палату — Сенат.